# Edicte de Roussillon

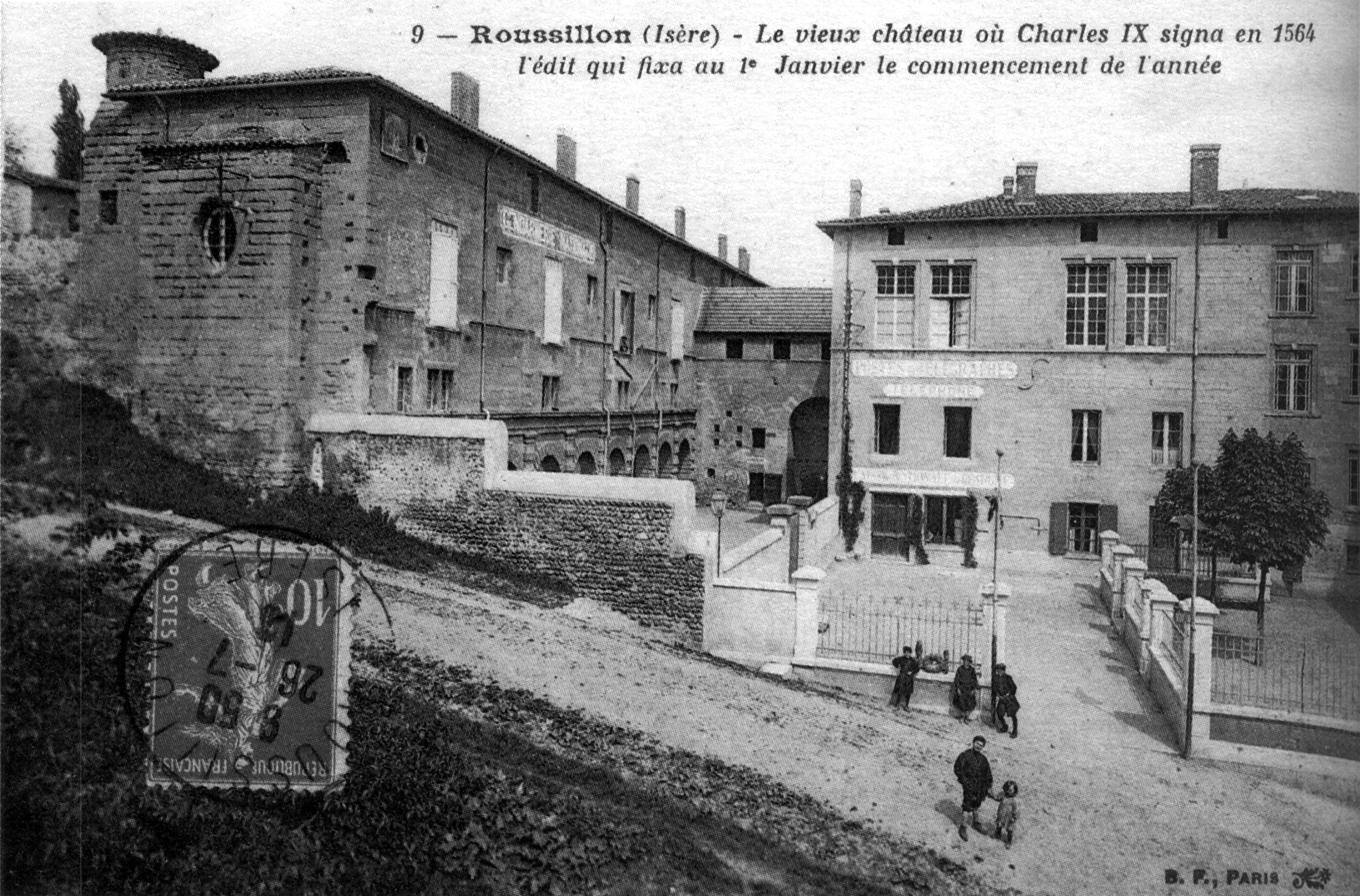
El vell castell on Carles IX va signar el 1564 l'edicte que va fixar el 1r de gener com a començament de l'any.

L'edicte de Roussillon, conegut també com a edicte de París, és un edicte del 1564 que decreta que l'inici de l'any a França seria el 1r de gener.
Arran de la gran volta a França (organitzada per mare del monarca, Caterina de Mèdici), el jove rei de França Carles IX va comprovar que, segons les diòcesis, l'any començava en una data diferent, per Nadal (a Lió per exemple), el 25 de març (a Viena del Delfinat, per exemple), o el 1r de març o fins i tot per Pasqua, tot provocant múltiples confusions.
Amb la finalitat d'uniformitzar l'any a tot el regne, va decretar l'article 39 de l'edicte de Sant-Germain donat a París a començaments de gener de 1563 (edicte que prescrivia datar els actes públics fent començar els anys a el 1r de gener), acte legislatiu que va promulgar a Roussillon el 9 d'agost de 1564. La mesura no va aplicar-se fins a el 1r de gener de 1567. L'emperador germànic Carles Quint ja havia ja fixat el començament de l'any el 1r de gener per a les seves terres algunes dècades abans, però és el papa Gregori XIII qui, el 1582, generalitza aquesta mesura al conjunt del món catòlic al mateix temps que la reforma del calendari gregorià, sobretot per simplificar el calendari de les festes religioses.

## Denominació
L'edicte de París, datat del gener del 1563, és el document original qui decideix sobre la data del canvi d'any. La declaració de Roussillon, datada del 9 d'agost de 1564, no fa més que confirmar l'edicte el precedent.
Per Alexandre Lenoble, vicepresident de la Societat de l'École des chartes, el document hauria de ser anomenat edicte de París, i és Pierre Néron, jurisconsultor i coautor als anys 1620 d'un recull d'edictes i ordenances reials, qui és responsable de la confusió: «Néron i els seus continuadors han mantingut i consagrat el seu error tant com ha estat en el seu poder.»